# Chute d'eau sur le fleuve Tchapoma
La chute d'eau sur le fleuve Tchapoma est un monument naturel hydrologique de l'oblast de Mourmansk, dans la péninsule de Kola, en fédération de Russie. Il s'agit de la chute d'eau la plus importante de la région.
Elle est située dans la partie sud-est de la péninsule de Kola, à 8 kilomètres au nord de l'embouchure de la Tchapoma.